# Paradibolia
Paradibolia es un género de insecto coleóptero de la familia Chrysomelidae.

## Especies
- Paradibolia philippinica Medvedev, 1993
- Paradibolia samarensis Konstantinov in Lopatin & Konstantinov, 1994